# كوسكو للشحن
شركة كوسكو المحدودة للشحن في الصين، والمختصرة باسم كوسكو للشحن، هي تكتل صيني متعدد الجنسيات يقع مقره الرئيسي في شنغهاي . تركز المجموعة على خدمات النقل البحري.  تأسست كوسكو للشحن في يناير 2016م من خلال اندماج مجموعة كوسكو ومجموعة الصين للشحن.